# Muzeum Ziemi Tarnowskiej w Tarnowie
Muzeum Ziemi Tarnowskiej (w latach 1976–2024 Muzeum Okręgowe w Tarnowie) – wielooddziałowa placówka muzealna zlokalizowana w Tarnowie i powiatach: tarnowskim, brzeskim, bocheńskim i dąbrowskim.

## Historia
Źródło:
- 7 stycznia 1927 – propozycja powołania „Muzeum Miasta Tarnowa”, przedłożona przez zastępcę burmistrza Józefa Jakubowskiego Radzie Miejskiej w Tarnowie
- 13 stycznia 1927 – jednogłośne przyjęcie przez tarnowską Radę Miasta uchwały o utworzeniu Muzeum Miasta Tarnowa. Pierwszą siedzibą Muzeum była kamienica przy ul. Krakowskiej 12, zaś pierwszymi muzealiami archiwum miejskie wraz z przejętymi depozytami cechów rzemieślniczych oraz nieliczne dary społeczeństwa.
- 4 czerwca 1927 – uroczyste otwarcie ekspozycji
- 16 czerwca 1929 – otwarcie pierwszej wystawy czasowej, którą stanowiło 80 prac malarskich tarnowskich artystów: Józefa Dutkiewicza, Tadeusza Jeleni oraz Ireny Serda-Zbigniewiczowej
- 20 grudnia 1931 – otwarcie wystawy połączonych muzeów: miejskiego i Muzeum Diecezjalnego w tarnowskim ratuszu
- 13 marca 1945 – powołanie przez Urząd Wojewódzki w Krakowie Muzeum Ziemi Tarnowskiej, które podlegało Miejskiej Radzie Narodowej w Tarnowie
- 1949 – nową siedzibą muzeum zostają kamienice przy Rynku 20-21
- 19 grudnia 1949 – upaństwowienie muzeum
- 1 stycznia 1950 – zmiana nazwy na Muzeum w Tarnowie[2]
- 1 stycznia 1963 – ponowne przejęcie muzeum przez tarnowską Miejską Radę Narodową
- 1975 – przejęcie, utworzonego w 1971 roku, Domu Wincentego Witosa w Wierzchosławicach[3]
- 10 lutego 1976 – przejęcie muzeum przez Urząd Wojewódzki w Tarnowie, zmiana nazwy na Muzeum Okręgowe w Tarnowie
- 1978 – utworzenie Oddziału Muzeum Zamek w Dębnie[4]
- 1978 – przejęcie zagrody Felicji Curyłowej w Zalipiu[5]
- 1981 – udostępnienie wystawy stałej w Oddziale Muzeum Dwór w Dołędze
- 1981 – udostępnienie wystawy stałej w Oddziale Muzeum Pamiątek po Janie Matejce „Koryznówka” w Nowym Wiśniczu
- 1984 – utworzenie Oddziału Muzeum Etnograficzne w dworku przy ul. Krakowskiej 10
- 1 stycznia 1999 – po reformie administracyjnej muzeum podlega Marszałkowi Województwa Małopolskiego
- 2 października 2013 – otwarcie nowej siedziby muzeum w Kamienicy Rosowskiej (Rynek 3)[6]
- 17 lipca 2017 – otwarcie wystawy stałej Galeria „Panorama” prezentującej muzealną kolekcję fragmentów Panoramy siemdmiogrodzkiej Jana Styki na tarnowskim dworcu kolejowym[7]
- 30 lipca 2020 – powołanie Oddziału Muzeum Historii Tarnowa i Regionu w kamienicach Rynek 20-21[8]
- 29 listopada 2021 – otwarcie Oddziału Regionalne Centrum Edukacji o Pamięci przy ul. Mościckiego 29[9]
- 23 stycznia 2024 – zmiana nazwy instytucji z Muzeum Okręgowego w Tarnowie na Muzeum Ziemi Tarnowskiej[1][10]

## Oddziały
Źródło:
Oddziały i filie na terenie miasta:

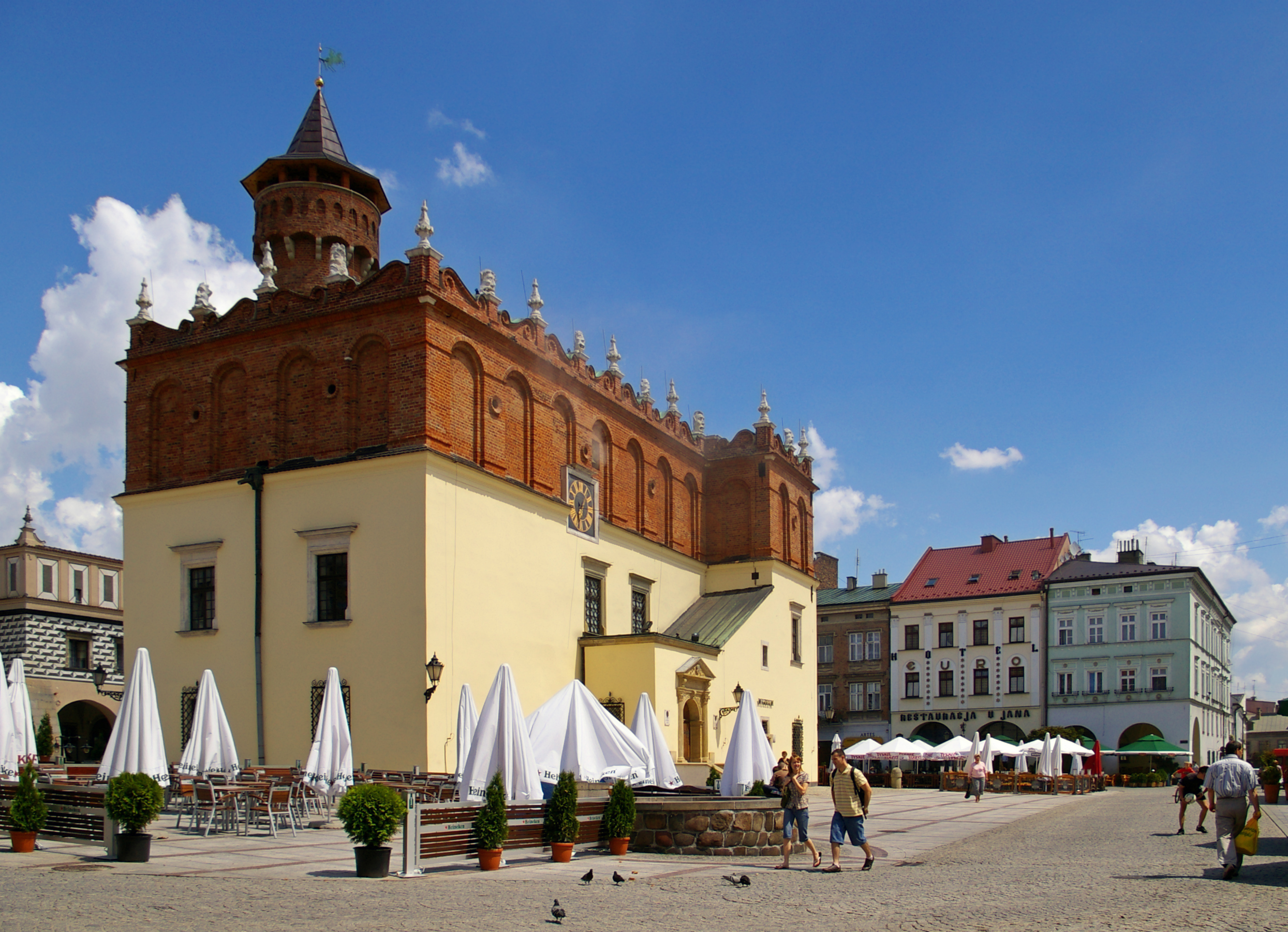
Ratusz – Galeria Sztuki Dawnej

- Ratusz – Galeria Sztuki Dawnej, Rynek 1
- Muzeum Historii Tarnowa i Regionu, Rynek 20-21
- Muzeum Etnograficzne w Tarnowie, ul. Krakowska 10
- Galeria „Panorama”, Plac Dworcowy 4
- Regionalne Centrum Edukacji o Pamięci, ul. Mościckiego 29[11]

Oddziały i filie poza Tarnowem:

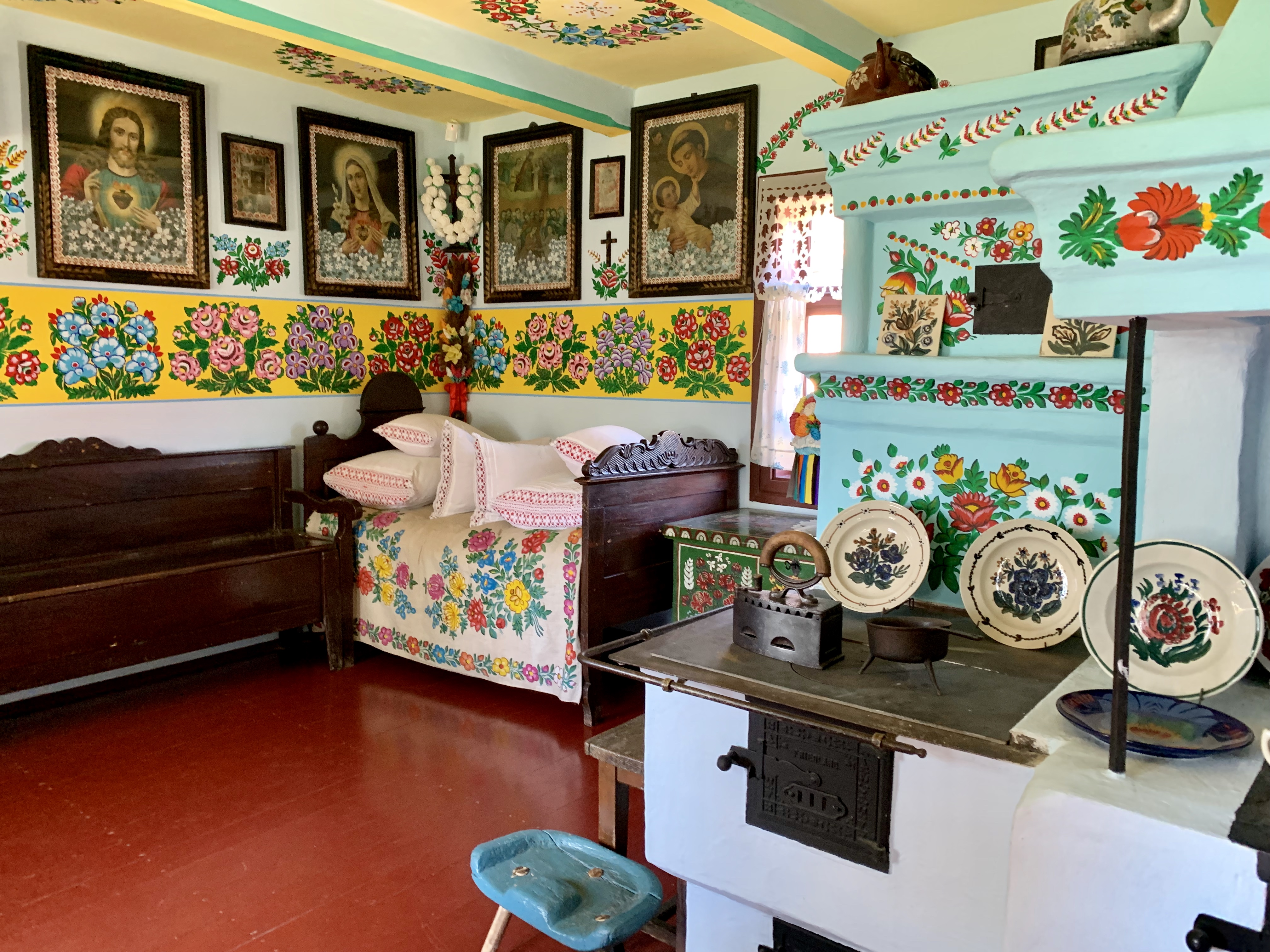
Wnętrze domu w zagrodzie Felicji Curyłowej w Zalipiu.

- Muzeum Wincentego Witosa w Wierzchosławicach, 33-122 Wierzchosławice 698
- Muzeum Zamek w Dębnie, 32-852 Dębno 189
- Muzeum Dwór w Dołędze, Dołęga 10, 32-821 Zaborów
- Zagroda Felicji Curyłowej w Zalipiu, Zalipie 135, 33-210 Olesno
- Muzeum Pamiątek po Janie Matejce „Koryznówka” w Nowym Wiśniczu, Stary Wiśnicz 278, 32-720 Nowy Wiśnicz

## Dyrektorzy
Źródło:
- 1927–1929: Józef Kazimierz Jakubowski (1861–1942)
- 1929–1931: funkcję społeczną pełnił Józef Dutkiewicz (być może ojciec J.E. Dutkiewicza)
- 1931–1940: Ks. dr Stanisław Bulanda (1887–1949)
- 1945–1950: Józef Edward Dutkiewicz (1903–1968)
- 1950–1970: Paulina Florentyna Chrzanowska (1910–1988)
- 1970–1978: Maria Iwona Kołodziej (1938–1997)
- 1978–1980: Stanisław Potępa (1946–2009)
- 1980–2012: Adam Bartosz (ur. 1947)
- 2012–2020: Andrzej Szpunar (ur. 1953)[12]
- 2020– Kazimierz Kurczab (ur. 1960); w tym w latach 2020–2021 jako p.o. dyrektora[13][14]

## Wybrane dzieła ze zbiorów muzeum

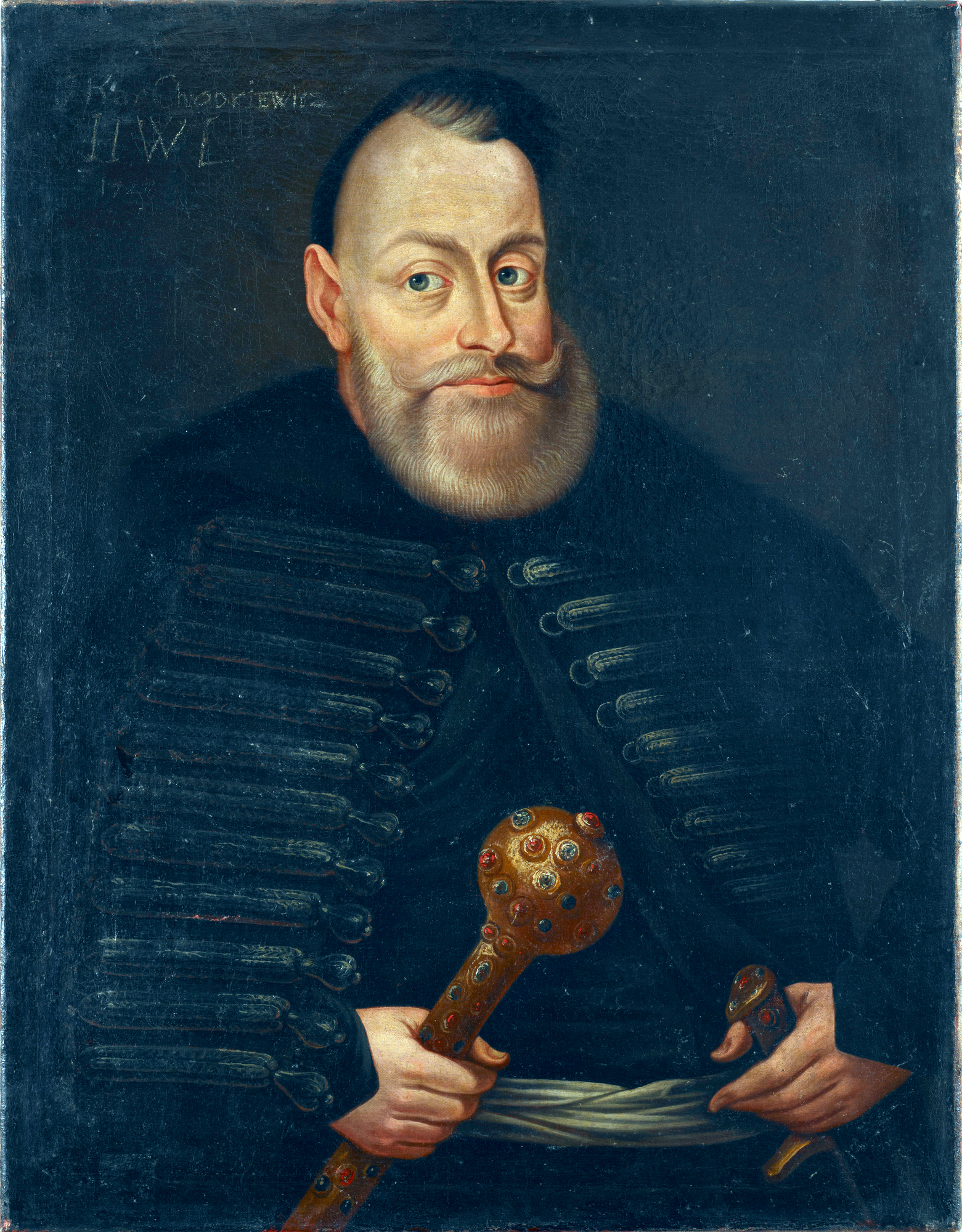
Portret Jana Karola Chodkiewicza, około 1620
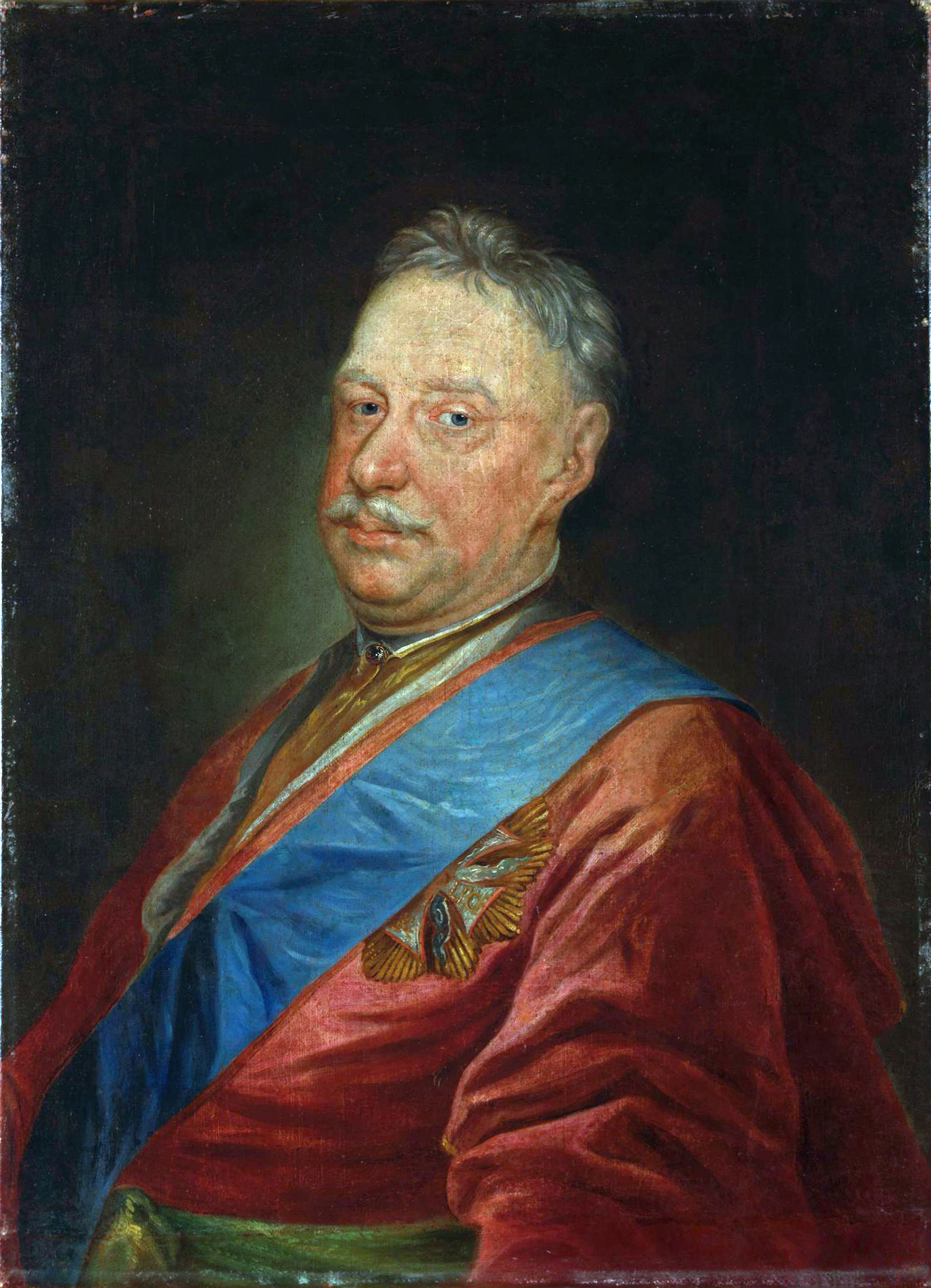
Augustyn Mirys Karol Józef Sapieha, około 1750
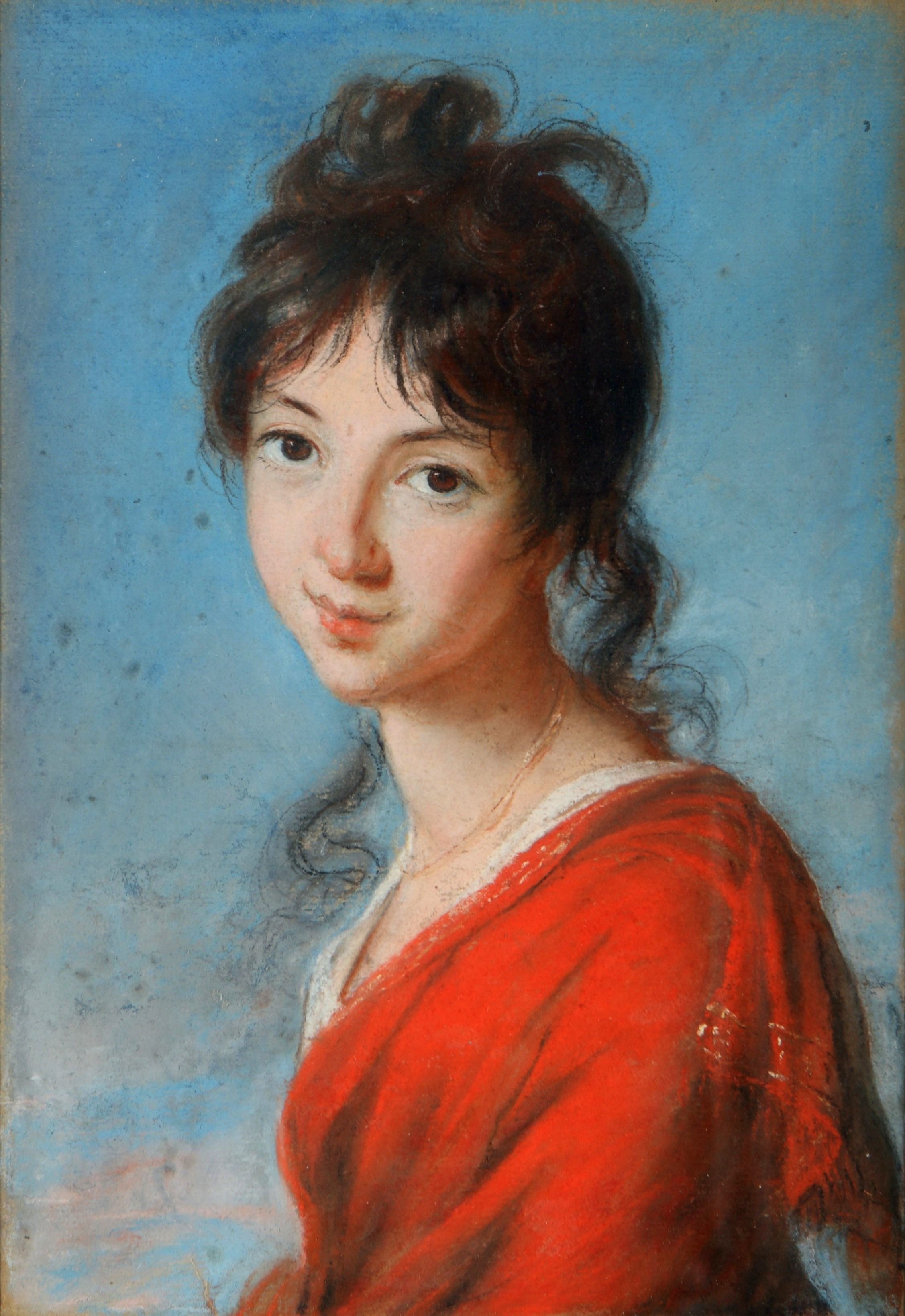
Élisabeth Vigée-Lebrun Teresa Czartoryska, 1801
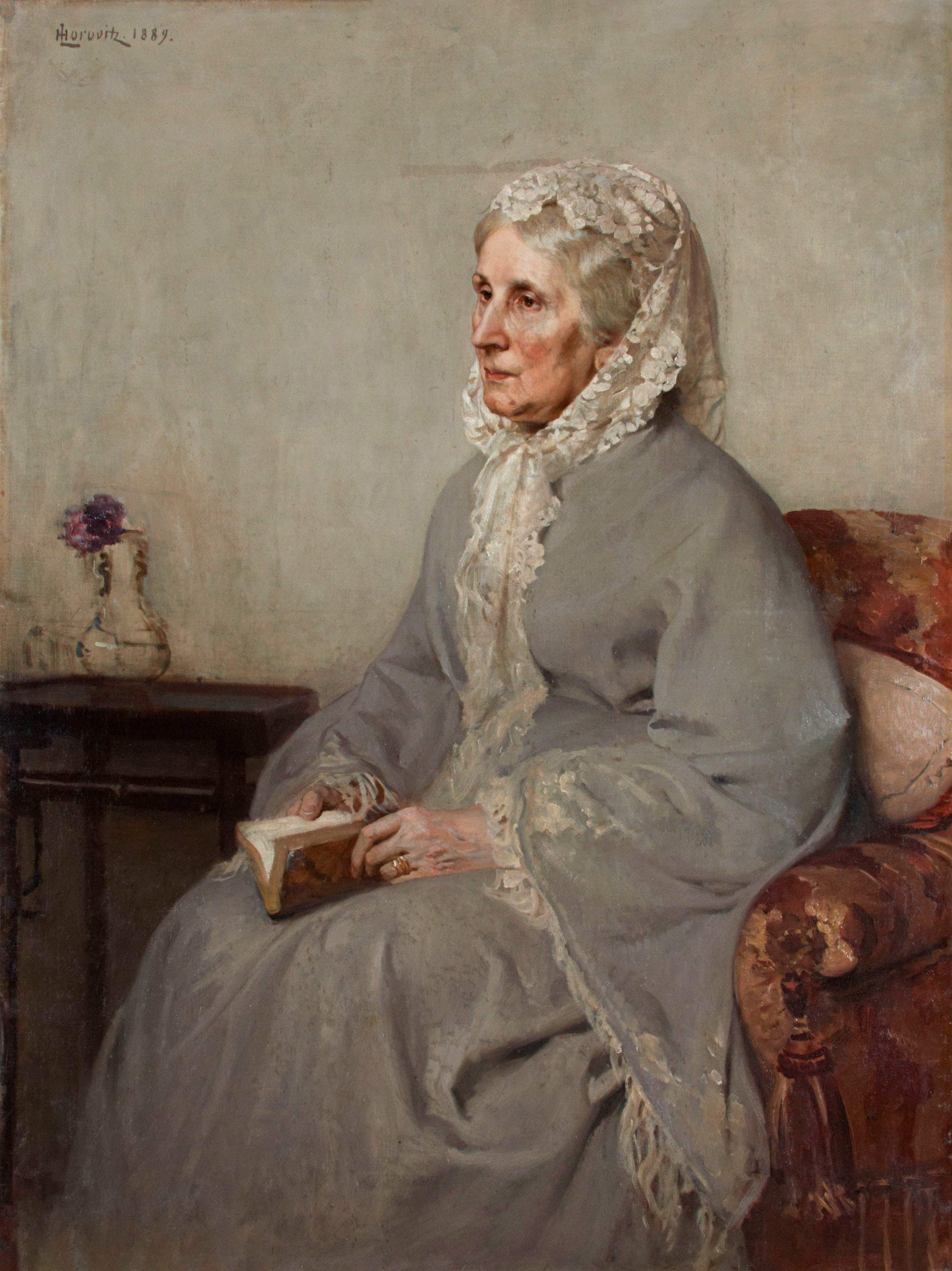
Leopold Horowitz, Izabela Maria Lubomirska, 1889
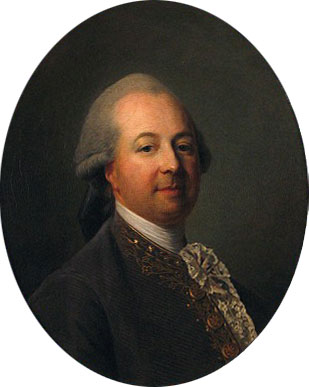
Alexander Roslin, Michał Jan Pac, XVIII wiek
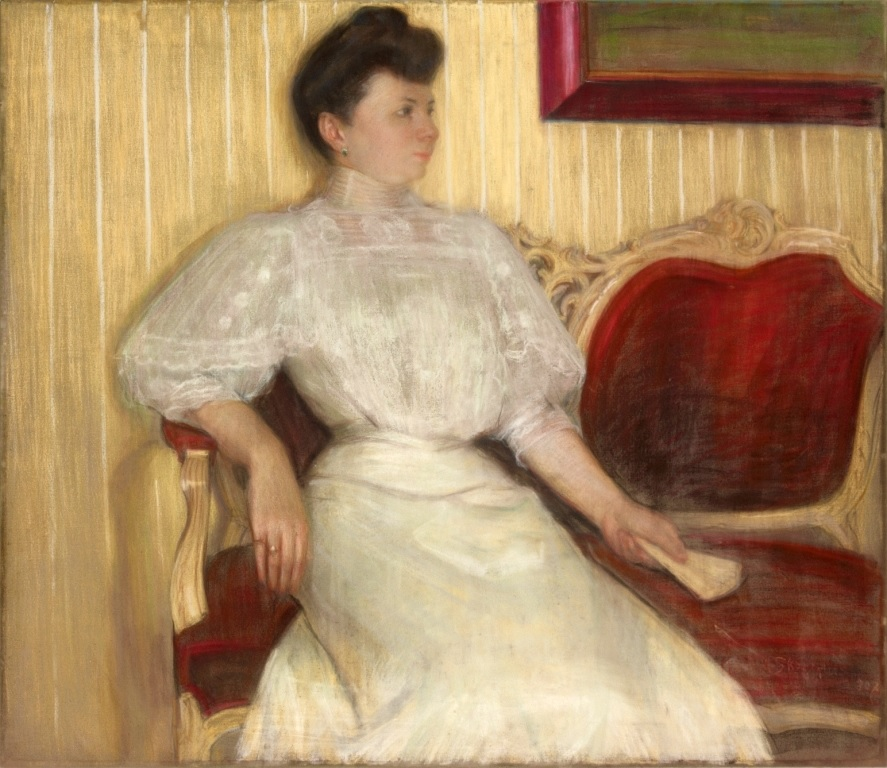
Władysław Skoczylas, Portret młodej kobiety, 1907